# 6 de abril
El 6 de abril es el 96.º (nonagésimo sexto) día del año en el calendario gregoriano y el 97.º en los años bisiestos. Quedan 269 días para finalizar el año.

## Acontecimientos
- 648 a. C.: se produce el eclipse solar más antiguo documentado por los griegos.
- 46 a. C.: en la batalla de Tapso, las tropas pompeyanas comandadas por Metelo Escipión y Tito Labieno son vencidas por los cesarianos de Julio César.
- 402: en la región de Piamonte (en la actual Italia), el romano Estilicón vence a los visigodos liderados por Alarico I en la batalla de Pollentia, e impide que sigan avanzando.
- 1199: en el sitio de Châlus (en el centro de la actual Francia), el rey Ricardo Corazón de León muere de una infección provocada por un flechazo en el hombro.
- 1250: en Egipto ―en el marco de la Séptima Cruzada―, los ayubíes capturan al rey francés Luis IX en la batalla de Fariskur.
- 1320: en la abadía de Arbroath (Escocia), los escoceses vuelven a independizarse de Inglaterra mediante la Declaración de Arbroath.
- 1327: en la iglesia de Santa Clara de Asís, en Aviñón (sur de Francia), el poeta italiano Petrarca ve por primera vez a su amor idealizado, Laura.
- 1385: en Portugal, Juan I de Portugal, maestre de la Orden de Avis, se convierte en el rey Juan I.
- 1453: en la actual Estambul (Turquía), Mehmed II (1432-1481) comienza su asedio de Constantinopla, que caerá el 29 de mayo de 1453.
- 1503: en la costa caribeña de Veraguas (actual Panamá), los nativos atacan Santa María de Belén (la primera aldea fundada por Cristóbal Colón en territorio continental americano), que aún hoy sigue deshabitada. Diez días después, los españoles abandonarán la aldea y regresarán a España.[1]
- 1510: en España, un mozárabe (población cristiana, de origen hispanovisigodo que vivía en el territorio de Al-Ándalus) malagueño de nombre desconocido da a conocer la invención del grabado en hueco.
- 1580: en el Paso de Calais, las regiones de Flandes (Países Bajos), Inglaterra y el norte de Francia son sacudidas por uno de los terremotos más grandes registrados en la historia de esos países.
- 1606: en España, la corte de Felipe III de España se traslada de Valladolid a Madrid.
- 1652: en el Cabo de Buena Esperanza, el marinero neerlandés Jan van Riebeeck (1619-1677) establece una estación de reabastecimiento, que con el tiempo se convertirá en Ciudad del Cabo.
- 1667: en Dalmacia (en la actual Croacia), la ciudad de Dubrovnik ―que en esa época era una ciudad-estado independiente― es devastada por un terremoto.
- 1712: cerca de Broadway (Nueva York) comienza una rebelión de esclavos. 21 fueron condenados y ejecutados.
- 1713: en Madrid (España) se reúne por primera vez la Academia Española de la Lengua.
- 1782: en Siam (actual Tailandia), el rey Buddha Yodfa Chulaloke (Rama I) funda la dinastía Chakri.
- 1793: en Francia ―en el marco de la Revolución francesa― se crea el Comité de Salvación Pública..
- 1808: en los Estados Unidos, John Jacob Astor crea la empresa American Fur Company (Compañía Estadounidense de Pieles), que años más tarde lo convertirá en el primer millonario de ese país.
- 1814: en Francia abdica Napoleón Bonaparte. Posteriormente será exiliado a la isla de Elba.
- 1830: en Nueva York, Joseph Smith funda la Iglesia de Cristo, antecesor a de La Iglesia de Jesucristo de los Santos de los Últimos Días (más conocida como Iglesia mormona).
- 1840: En Colombia, se funda oficialmente la ciudad de Villavicencio.
- 1852: en Palermo (5 km al norte de Buenos Aires), Buenos Aires, Entre Ríos, Corrientes y Santa Fe firman el Protocolo de Palermo.
- 1857: en Caborca, Sonora, México, el filibustero estadounidense Henry A. Crabb y sus compañeros de armas son fusilados luego de una batalla de  seis días contra tropas mexicanas defensoras del lugar.
- 1869: en los Estados Unidos se patenta el celuloide.
- 1896: en Atenas se realizan los primeros Juegos Olímpicos de la era moderna. Finalizarán el 15 de abril.
- 1906: en Estados Unidos se estrena Humorous phases of funny faces, el primer cortometraje de dibujos animados.
- 1909: cuatro exploradores inuit (Uta, Ukuea, Siglu, y Eguiguinguá) acompañados por los estadounidenses Robert Peary y Matthew Henson, llegan a una distancia de pocos kilómetros del polo norte.
- 1914: firma del Tratado Thomson-Urrutia, para solucionar el conflicto entre estadounidenses y colombianos, provocado por el apoyo que brindó Estados Unidos a la separación de Panamá de Colombia en 1903.
- 1917: Estados Unidos declara la guerra a Alemania en la Primera Guerra Mundial.
- 1920: en Jerusalén, grupos armados de palestinos, incitados a la violencia por los líderes nacionalistas árabes, atacan durante tres días a la población inmigrante judía (pogromo de Jerusalén). Mueren 12 civiles y son heridos 250. Debido a la tardía respuesta de contención de la autoridad militar británica, los judíos deciden crear su propia fuerza de defensa: la Haganá.
- 1926: en Estados Unidos se funda la aerolínea Varney Air Lines, actualmente llamada United Airlines.
- 1930: en India, Gandhi levanta un puñado de barro y sal y declara: «Con esto, sacudo los cimientos del Imperio británico»; comienza la Marcha de la sal.
- 1931: en España se funda el Granada Club de Fútbol.
- 1938: en un laboratorio de la empresa DuPont en Texas (Estados Unidos), el químico Roy J. Plunkett (1910-1994) descubre el teflón.
- 1938: en la provincia de Shandong, a 690 km al sur de Pekín (China) ―en el marco de la segunda guerra sino-japonesa (1937-1945)― continúa la Batalla de Taierzhuang (24 de marzo a 7 de abril de 1938), en que el ejército de la República de China vencerá al ejército del Imperio del Japón. Se trata de la primera gran victoria china de la guerra. Humilló al ejército japonés y destrozó para siempre su reputación como «fuerza invencible».
- 1941: en la Segunda Guerra Mundial, la Alemania nazi comienza la invasión a Grecia y Yugoslavia con el bombardeo de Belgrado.
- 1941: en Addis Abeba, las fuerzas italianas capitulan ante los británicos.
- 1943: en los Estados Unidos se publica El principito, del escritor francés Antoine de Saint-Exupéry.
- 1945: en el marco de la Segunda Guerra Mundial, los partisanos yugoslavos liberan Sarajevo de las fuerzas nazis croatas.
- 1952: en España el Real Jaén CF se proclama campeón de la Copa Federación al derrotar en la final al UD Orensana por 3-1 en la final jugada en el Stadium Metropolitano de Madrid.
- 1953: en el Sitio de pruebas de Nevada, Estados Unidos detona la bomba atómica Dixie, de 11 kilotones. Se detonó a 2000 metros de altitud, la explosión más alta hasta esa fecha.
- 1954: en el atolón Bikini, a las 18:20 UTC (7:20 del 7 de abril, hora local) Estados Unidos detona la bomba de hidrógeno Koon, que se preveía que sería de 1500 kilotones pero resultó un fizzle (bomba fallida) de 110 kilotones. En comparación, la bomba atómica Little Boy (del bombardeo atómico contra civiles en Hiroshima) fue de 16 kilotones.
- 1955: en el Sitio de pruebas de Nevada, Estados Unidos detona su bomba atómica Ha, de 3,2 kilotones, la bomba n.º 61 de las 1132 que Estados Unidos detonó entre 1945 y 1992.
- 1957: Nueva York finaliza su servicio de tranvía.
- 1958: en Irán, el shah Mohammad Reza Pahlaví repudia por esterilidad a su esposa Soraya Esfandiarí Bajtiarí.
- 1958: 157 km al noreste del atolón Eniwetak (islas Marshall, en medio del océano Pacífico), en un globo aerostático a 26,2 km de altitud, Estados Unidos hace explotar su bomba atómica Yucca, de 18 kilotones. Es la bomba n.º 122 de las 1127 que Estados Unidos detonó entre 1945 y 1992.
- 1959: en Santa Fe de Veraguas (Panamá), se da el Levantamiento Armado de Cerro Tute. Veinte jóvenes revolucionarios liderados por Poliodoro Pinzón se enfrentan a la Guardia Nacional para derrocar a Omar Torrijos.
- 1962: en Nueva York, antes de comenzar un concierto de la Orquesta Filarmónica de Nueva York, el director de orquesta Leonard Bernstein critica jocosamente al pianista Glenn Gould a punto de ejecutar el Concierto para piano n.º 1 porque este le pidió que se ejecutara a un tempo mucho más lento.
- 1964: en La Plata (capital de la provincia de Buenos Aires) se crea la Universidad Católica de La Plata.
- 1965: es lanzado el Early Bird, primer satélite comercial de comunicaciones.
- 1966: en un pozo a 561 metros bajo tierra, en el área U2ca del Sitio de pruebas atómicas de Nevada (a unos 100 km al noroeste de la ciudad de Las Vegas), a las 5:57 (hora local) Estados Unidos detona su bomba atómica Stutz, de 5 kilotones. Es la bomba n.º 456 de las 1132 que Estados Unidos detonó entre 1945 y 1992.
- 1968: en Londres (Reino Unido), Massiel gana el Festival de Eurovisión de la Canción 1968 con el tema La, la, la.
- 1970: en Guatemala es asesinado el embajador alemán Karl von Spreti.
- 1973: en Cabo Cañaveral, la NASA estadounidense lanza la nave espacial Pioneer 11.
- 1973: el grupo de rock británico Queen firma su primer contrato profesional.
- 1974: en Brighton (Reino Unido), el grupo musical ABBA gana (por Suecia) la XX Edición de Eurovisión con el tema Waterloo.
- 1979: en Buenos Aires, Julio Grondona asume la presidencia de la AFA (Asociación del Fútbol Argentino).
- 1983: en Managua (Nicaragua) es asesinada la Comandante Ana María (53), guerrillera salvadoreña fundadora del FMLN (Frente Farabundo Martí para la Liberación Nacional).
- 1985: en Sudán, se produce un golpe de Estado.
- 1987: el papa Juan Pablo II llega a Argentina en su segundo viaje apostólico al país.
- 1991: Guerra del Golfo Pérsico: los representantes iraquíes aceptaron los términos aliados para el cese del fuego permanente el 6 de abril.
- 1992: en Bosnia-Herzegovina comienza la guerra civil.
- 1994: en Ruanda, un misil derriba el avión en el que viajaban dos presidentes de la etnia hutu, el ruandés Juvenal Habyarimana y el burundés Cyprién Ntaryamira. Durante los dos meses siguientes, la guerrilla interahamwe asesinará a 800 000 tutsis (Genocidio de Ruanda).
- 1998: Pakistán hace explotar uno de sus misiles con capacidad nuclear. El vecino país de la India responde con cinco ensayos atómicos.
- 1998: Francia y el Reino Unido ratifican el Tratado de Prohibición Total de Pruebas Nucleares.
- 2007: en Grecia se hunde el crucero Sea Diamond.
- 2009: en el centro de Italia se reporta un terremoto de 6,3 grados en la escala de Richter.
- 2012: El Estado Independiente del Azawad declarara su independencia de Malí.
- 2014: en Costa Rica, Luis Guillermo Solís es electo presidente.
- 2017: EE. UU. realiza un bombardeo en Shayrat Siria lanzando 59 misiles a una base aérea.
- 2020: en Perú se funda el programa Aprendo en casa.
- 2021: en Argentina, se superan por primera vez los 20 000 casos de COVID-19 en un solo día.
- 2025: Alexander Ovechkin marca su gol 895 en la NHL, superando el historico record de Wayne Gretzky

## Nacimientos
- 570: Childeberto II, rey austrasio (f. 595).
- 1420: Jorge de Podiebrad, rey bohemio (f. 1471).
- 1483: Raffaello Sanzio, pintor y arquitecto italiano (f. 1520).
- 1498: Giovanni de Médicis, condottiero italiano (f. 1526).
- 1632: María Leopoldina de Habsburgo, aristócrata austriaca (f. 1649).
- 1660: Johann Kuhnau, compositor alemán (f. 1722).
- 1671: Jean-Baptiste Rousseau, escritor francés (f. 1741).
- 1672: André Cardinal Destouches, compositor francés (f. 1749).
- 1717: Luis de Unzaga y Amézaga, gobernador ilustrado español-estadounidense (f. 1793).
- 1725: Pasquale Paoli, patriota y militar corso (f. 1807).
- 1732: José Celestino Mutis, matemático y botánico español (f. 1808).
- 1741: Nicolas Chamfort, escritor francés (f. 1794).
- 1765: Carlos Félix de Cerdeña, rey sardo (f. 1831).
- 1773: James Mill, filósofo escocés (f. 1836).
- 1783: Samuel Lovett Waldo, pintor estadounidense (f. 1861).
- 1798: Manuel Jordán Valdivieso, militar chileno (f. 1825).
- 1810: Philip Henry Gosse, historiador natural británico (f. 1888).
- 1812: Alexander Herzen, escritor y revolucionario ruso (f. 1870).
- 1812: Aaron Bernstein, escritor alemán (f. 1884).
- 1815: Robert Volkmann, compositor alemán (f. 1883).
- 1818: Aasmund Olavsson Vinje, poeta noruego (f. 1870).
- 1820: Gaspard-Félix Tournachon "Nadar", fotógrafo francés (f. 1910).
- 1826: Gustave Moreau, pintor francés (f. 1898).
- 1837: Ignác Kolisch, ajedrecista húngaro (f. 1889).
- 1849: John William Waterhouse, pintor británico (f. 1917).
- 1851: Guillaume Bigourdan, astrónomo francés (f. 1932).
- 1860: René Lalique, joyero francés (f. 1945).
- 1861: Stanislas de Guaita, poeta francés (f. 1897).
- 1870: Oskar Vogt, físico y neurólogo alemán (f. 1959).
- 1875: Xenia Románova, aristócrata rusa (f. 1960).
- 1878: Erich Mühsam, anarquista alemán (f. 1934).
- 1881: Karl Gustaf Staaf, atleta sueco (f. 1953).
- 1884: Walter Huston, actor canadiense (f. 1950).
- 1884: Julio Marc, abogado e historiador argentino (f. 1965).
- 1886: Osman Ali Khan, Asaf Jah VII, gobernante indio (f. 1967).
- 1888: Hans Richter, pintor y cineasta alemán (f. 1976).
- 1888: Gerhard Ritter, historiador alemán (f. 1967).
- 1888: Dan Andersson, poeta sueco (f. 1920).
- 1890: Anthony Herman Gerard Fokker, constructor de aviones y diseñador neerlandés (f. 1939).
- 1890: André-Louis Danjon, astrónomo francés (f. 1967).
- 1894: Gertrude Baines, mujer supercentenaria estadounidense (f. 2009).
- 1897: Jesús T. Piñero, ingeniero puertorriqueño, gobernador de Puerto Rico entre 1946 y 1949 (f. 1952).
- 1898: Jeanne Hébuterne, pintora francesa (f. 1920).
- 1898: Karl Allöder, escultor pintor y lutier alemán (f. 1981).
- 1901: Pier Giorgio Frassati, laico católico y montañista italiano (f. 1925).
- 1903: Mickey Cochrane, beisbolista estadounidense (f. 1962).
- 1904: Kurt Georg Kiesinger, político alemán, canciller entre 1966 y 1969 (f. 1988).
- 1907: Joseph Lewis, cineasta estadounidense (f. 2000).
- 1909: Hermann Lang, automovilista alemán (f. 1987).
- 1909: William Marrion Branham, reverendo estadounidense (f. 1965).
- 1911: Feodor Lynen, bioquímico alemán, premio nobel de fisiología o medicina en 1964 (f. 1979).
- 1912: Ioannis Alevras, presidente griego (f. 1995).
- 1914: Washington Beltrán Mullin, político uruguayo (f. 2003).
- 1915: Tadeusz Kantor, cineasta, pintor y diseñador polaco (f. 1990).
- 1917: Leonora Carrington, pintora mexicana de origen británico (f. 2011).
- 1918: Amando de Ossorio, cineasta español (f. 2001).
- 1918: Alfredo Ovando Candía, militar y político boliviano, dictador en 1966 y 1969 (f. 1982).
- 1920: Joseíto Mateo, cantante dominicano (f. 2018).
- 1920: Edmond H. Fischer, bioquímico suizo-estadounidense, premio nobel de fisiología en 1992 (f. 2021).
- 1922: Josefina López de Serantes, escritora española (f. 1998).
- 1925: Helga Deen, joven judía asesinada por los nazis (f. 1943).
- 1925: Kapu Rajaiah, pintor indio (f. 2012).
- 1926: Gil Kane, ilustrador letón (f. 2000).
- 1926: Ian Paisley, pastor protestante, político y escritor norirlandés (f. 2014).
- 1927: Gerry Mulligan, músico estadounidense (f. 1996).
- 1928: José Osuna, director de teatro y actor español (f. 1994).
- 1928: James Dewey Watson, biólogo estadounidense, premio nobel de fisiología o medicina en 1962.
- 1929: Christos Sartzetakis, político griego, presidente de Grecia entre 1985 y 1990 (f. 2022).
- 1929: André Previn, músico, pianista, compositor y director de orquesta germano-americano (f. 2019).
- 1930: Ezequiel Ander Egg, filósofo, sociólogo y ensayista argentino (f. 2024).[2]
- 1931: Ram Dass, escritor estadounidense (f. 2019).
- 1934: Enrique Álvarez Félix, actor mexicano (f. 1996).
- 1934: Anton Geesink, yudoca neerlandés (f. 2010).
- 1934: Guy Peellaert, pintor, ilustrador y fotógrafo belga (f. 2008).
- 1935: Luis del Sol, futbolista español (f. 2021).
- 1936: Edgardo Gabriel Storni, arzobispo acusado de abusos sexuales argentino (f. 2012).
- 1937: Merle Haggard, cantautora y guitarrista estadounidense, de las bandas The Strangers y The Buckaroos (f. 2016).
- 1937: Peter Maivia, luchador samoano-americano (f. 1982).
- 1937: Billy Dee Williams, actor estadounidense.
- 1937: Memo Morales, cantante venezolano (f. 2017).
- 1939: John Sculley, empresario estadounidense.
- 1940: Homero Aridjis, periodista, escritor y poeta mexicano.
- 1940: Pedro Armendáriz Jr., actor mexicano (f. 2011).
- 1940: Andrés Pajares, actor español.
- 1941: Walter Martínez, periodista, corresponsal de guerra y presentador de televisión venezolano nacido en Uruguay.
- 1941: Gheorghe Zamfir, flautista y compositor rumano.
- 1942: Barry Levinson, cineasta estadounidense.
- 1944: Felicity Palmer, soprano británica.
- 1946: José Ramón Fernández, periodista deportivo mexicano.
- 1947: Osvaldo Piazza, futbolista y entrenador argentino.
- 1947: John Ratzenberger, actor estadounidense.
- 1948: Philippe Garrel, cineasta francés.
- 1949: Patrick Hernández, cantautor francés.
- 1949: Horst L. Störmer, físico alemán, premio nobel de física en 1998.
- 1950: Jorge Fernández Díaz, político español.

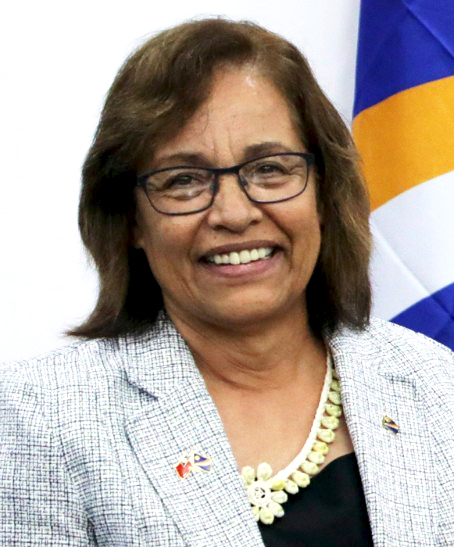
Hilda Heine

- 1951: Hilda Heine, política y profesora marshalesa, Presidenta de las Islas Marshall entre 2016-2020 y desde 2024.
- 1952: Udo Dirkschneider, músico alemán, de las bandas Accept y UDO.
- 1952: Marilu Henner, actriz y escritora estadounidense.
- 1953: Christopher Franke, baterista alemán de la banda Tangerine Dream.
- 1953: Celso Piña, músico y compositor mexicano (f. 2019).
- 1954: Rafael Tovar y de Teresa, escritor, diplomático y político mexicano (f. 2016).
- 1955: Rob Epstein, cineasta y productor estadounidense.
- 1955: Keith Hunter Jesperson, asesino serial canadiense.
- 1955: Michael Rooker, actor estadounidense.
- 1956: Michele Bachmann, política estadounidense.
- 1956: Sebastián Spreng, artista plástico y periodista argentino.
- 1959: Isabel Alba Rico, escritora, guionista y fotógrafa española.
- 1959: Emma Vilarasau, actriz española.
- 1959: Gabriel Stiglitz, jurista argentino.
- 1960: Warren Haynes, cantante y guitarrista estadounidense, de la banda The Allman Brothers Band.
- 1960: John Pizzarelli, cantautor y guitarrista estadounidense.

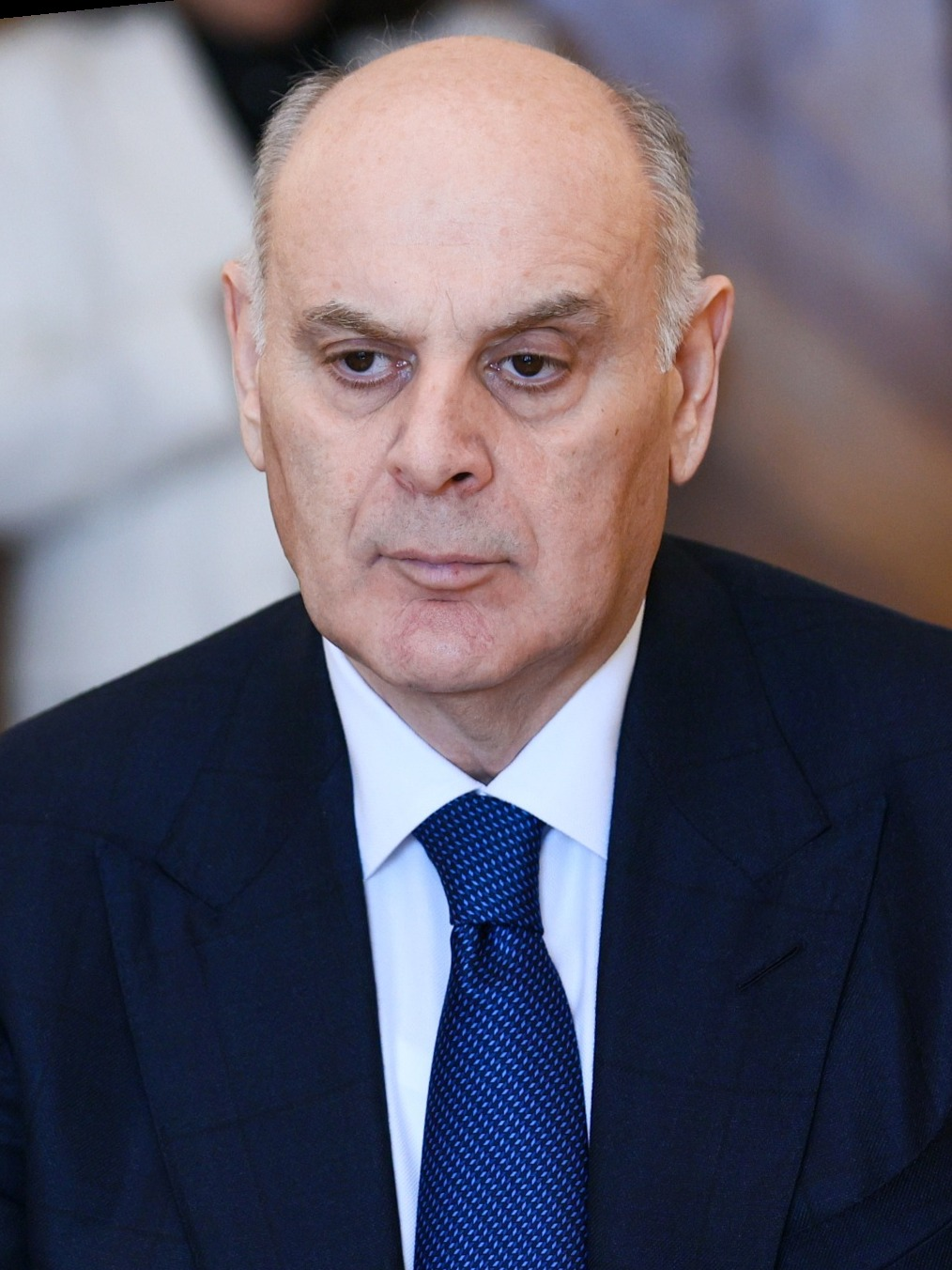
Aslan Bzhania

- 1963: Rafael Correa, político ecuatoriano, presidente de Ecuador entre 2007 y 2017.
- 1963: Aslan Bzhania, político abjasio. Presidente de Abjasia entre 2020 y 2024.

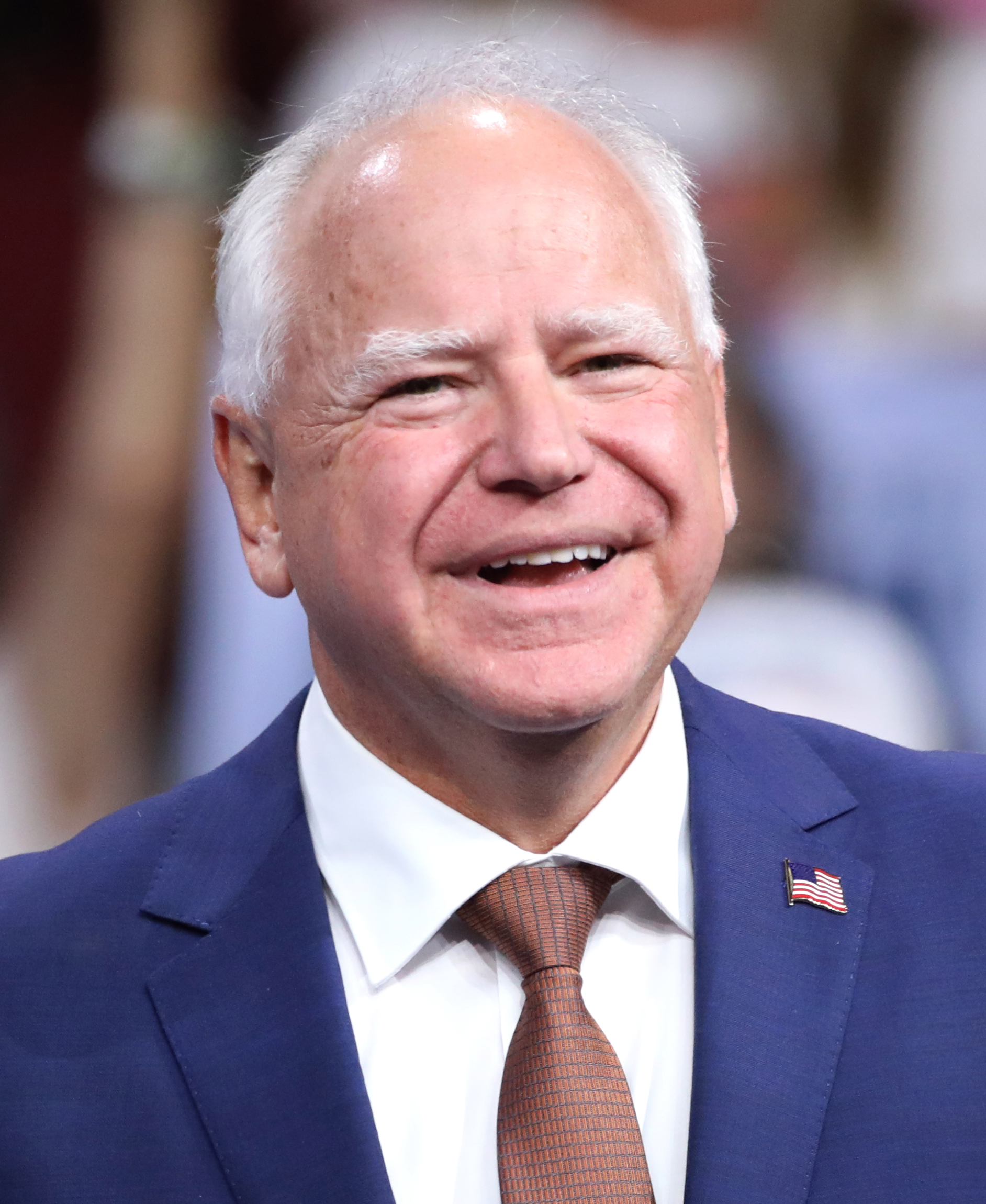
Tim Walz

- 1964: David Woodard, escritor, director de orquesta.
- 1964: Tim Walz, político estadounidense, Gobernador de Minnesota desde 2019.
- 1965: Frank Black, músico estadounidense, de la banda Pixies.
- 1965: Andoni Ferreño, presentador español de televisión.
- 1965: Juan Mayorga, dramaturgo español.
- 1966: Shelton Jones, baloncestista estadounidense.
- 1967: Xabier Aldanondo, ciclista español.
- 1969: Margarita Torres, historiadora, investigadora medievalista, profesora, escritora y política española.
- 1969: Bison Dele, baloncestista estadounidense (f. 2002).
- 1969: Paul Rudd, actor estadounidense.
- 1970: Roy Mayorga, baterista y productor estadounidense.
- 1970: Federico Olivera, actor argentino.
- 1970: Amairani, actriz mexicana.
- 1970: Oliver Miller, baloncestista estadounidense.
- 1972: Jason Hervey, actor y productor estadounidense.
- 1973: Sun Wen, futbolista china.
- 1974: Érica García, actriz, cantante y compositora argentina.
- 1974: Carla Peterson, actriz argentina.
- 1974: Francisco Javier López Bravo, futbolista español.
- 1975: Zach Braff, actor estadounidense.
- 1976: Candace Cameron Bure actriz estadounidense.
- 1976: Roberto Parra, atleta español.
- 1977: Nacho Vigalondo, cineasta español.
- 1977: Fido, futbolista español.
- 1978: Martín Méndez, bajista uruguayo, de la banda Opeth.
- 1978: Ígor Semshov, futbolista ruso.
- 1978: Levys Torres, baloncestista colombiana.
- 1979: Alain Nkong, futbolista camerunés.
- 1979: Luciano Beutler, futbolista argentino.
- 1980: Roberto Bishara, futbolista chileno.
- 1980: Tanja Poutiainen, esquiadora finlandesa.
- 1981: Lucas Licht, futbolista argentino.
- 1982: Miguel Ángel Silvestre, actor español.
- 1982: Adam Raga, piloto español de trial.
- 1984: Davi Rodrigues de Jesús, futbolista brasileño.
- 1984: Javier Carpio, futbolista español.
- 1984: Santiago Morandi, futbolista uruguayo.
- 1984: Nicolás Vikonis, futbolista uruguayo.
- 1984: Nicolás Ortiz, futbolista chileno.
- 1984: Pep Ortega, baloncestista español.
- 1984: Lamont Hamilton, baloncestista estadounidense.
- 1985: Hermes Molaro, actor argentino.
- 1985: David Fernández Cortázar, futbolista español.
- 1986: Bryce Moon, futbolista sudafricano.
- 1986: Juan Manuel Guilera, actor argentino.
- 1986: Gisela Gaytan, política mexicana (f. 2024).
- 1987: Hilary Rhoda, modelo estadounidense.
- 1987: Feliciano Condesso, futbolista portugués.
- 1987: Benjamin Corgnet, futbolista francés.
- 1987: Juan Adriel Ochoa, futbolista mexicano.
- 1988: Mike Bailey, actor británico.
- 1988: Jucilei da Silva, futbolista brasileño.
- 1988: Rafael Morales De León, futbolista guatemalteco.
- 1988: Jeikel Venegas, futbolista costarricense.
- 1988: Nelson Saavedra, futbolista chileno.
- 1989: Alexi Amarista, beisbolista venezolano.
- 1989: Djamel Bakar, futbolista francés.
- 1989: Thomas Guerbert, futbolista francés.
- 1989: Olivier ter Horst, futbolista neerlandés.
- 1989: Shahriyar Rahimov, futbolista azerí (f. 2023).
- 1989: Hilder Colón, futbolista hondureño.
- 1990: Michael Woods, futbolista británico.
- 1991: Alexandra Popp, futbolista alemana.
- 1991: Anthony Hobbs, futbolista neozelandés.
- 1991: Mynor Escoe, futbolista costarricense.
- 1992: Kathrin Hendrich, futbolista alemana.
- 1992: Kendel Herrarte, futbolista guatemalteco.
- 1992: Noelia Espíndola, futbolista argentina.
- 1993: Luis Montero, baloncestista dominicano.
- 1993: Abraham Frimpong, futbolista ghanés.
- 1994: Adrián Alonso, actor mexicano.
- 1994: Nikola Jovanović, baloncestista serbio.
- 1994: Jordan Parks, baloncestista estadounidense.
- 1994: Sebastián Gorga, futbolista uruguayo.
- 1995: Payam Niazmand, futbolista iraní.
- 1995: Kiichi Yajima, futbolista japonés.
- 1995: Marcellin Koukpo, futbolista beninés.
- 1996: Juan David Aldana, modelo y actor colombiano (f. 2020).
- 1996: Moatasem Al-Musrati, futbolista libio.
- 1996: Nabil Emad, futbolista egipcio.
- 1996: Kōhei Tezuka, futbolista japonés.
- 1996: Federico Caricasulo, piloto de motociclismo italiano.
- 1996: Bryan Colula, futbolista mexicano.
- 1996: Kiều Thị Ly, luchadora vietnamita.
- 1996: Kevin Seguel, futbolista chileno.
- 1996: Nicolás Sosa, futbolista uruguayo.
- 1996: Jack Stacey, futbolista británico-inglés.
- 1996: Marina Viejo, gimnasta rítmica española.
- 1996: Aleksandar Vukic, tenista australiano.
- 1996: Antony Otero, futbolista colombiano.
- 1996: Abraham Kibiwot, atleta keniano.
- 1996: Myha'la Herrold, actriz estadounidense.
- 1996: Tajmuraz Salkazanov, luchador eslovaco.
- 1996: Shelby McEwen, atleta estadounidense.
- 1996: Amelia Coltman, pilota de skeleton británica.
- 1997: Dominik Greif, futbolista eslovaco.
- 1997: Kim Min-gyu, rapero surcoreano, integrante del grupo SEVENTEEN.
- 1997: Jesús Rivas Hernández, futbolista colombiano.
- 1998: Peyton List, actriz estadounidense.
- 1998: Signe Bruun, futbolista danesa.
- 1998: Nilton Pequeno, futbolista santotomense.
- 1998: Alfons Sampsted, futbolista islandés.
- 1998: Nahuel Molina, futbolista argentino.
- 1998: Nicolás Iván González, futbolista argentino.
- 1998: Jean Ruiz, futbolista francés.
- 1998: Micah Potter, baloncestista estadounidense.
- 1998: Fernando Scheffer, nadador brasileño.
- 1999: Iago López Carracedo, futbolista español.
- 1999: Sarah Essam, futbolista egipcia.
- 1999: Kings Kangwa, futbolista zambiano.
- 1999: Lautaro Gordillo, futbolista argentino.
- 1999: Andy Reyes, futbolista costarricense.
- 1999: Louis King, baloncestista estadounidense.
- 1999: Chituru Ali, atleta italiano.
- 2000: Olivier Deman, futbolista belga.
- 2000: Maxence Lacroix, futbolista francés.
- 2000: Ante Palaversa, futbolista croata.
- 2001: Sara Jiménez, actriz española.
- 2001: Oscar Piastri, piloto australiano de automovilismo.
- 2001: Nicolás Aedo, futbolista chileno.
- 2001: Nicolás Tami, futbolista peruano.
- 2001: Luciano Cingolani, futbolista argentino.
- 2001: Francisco Agustín González, futbolista argentino.
- 2001: Nicolás Valentini, futbolista argentino.
- 2001: Javier García Sánchez, baloncestista español.
- 2001: Mariano Gago, baloncestista argentino.
- 2002: Álvaro Carrillo Alacid, futbolista español.
- 2002: Luis Castro Lois, futbolista español.
- 2002: Armin Gigović, futbolista sueco.
- 2002: Alan Saldivia, futbolista paraguayo.
- 2003: Hugo Bryan Monte, balonmanista brasileño.
- 2003: Marco Pasolini, futbolista sanmarinense.
- 2004: Casey Simpson, actor estadounidense.
- 2004: Hlynur Karlsson, futbolista islandés.
- 2005: Isaac Babadi, futbolista neerlandés.

## Fallecimientos
- 912: Notker Balbulus, beato, poeta y compositor alemán (n. 840).
- 1199: Ricardo Corazón de León, rey inglés (n. 1157).
- 1520: Rafael (Raffaello Sanzio), pintor y arquitecto italiano (n. 1483).
- 1528: Alberto Durero, pintor alemán (n. 1471).
- 1572: Enrique XVI de Reuss-Gera, noble alemán (n. 1530).
- 1621: María Cristina de Habsburgo, princesa de Habsburgo (n. 1574).
- 1790: Luis IX de Hesse-Darmstadt, aristócrata alemán (n. 1719).
- 1829: Niels Henrik Abel, matemático noruego (n. 1802).
- 1835: José Agustín Caballero, filósofo cubano (n. 1762).
- 1838: José Bonifácio, naturista y político brasileño (n. 1763).
- 1862: Albert Sidney Johnston, general estadounidense (n. 1803).
- 1881: Anton Eleutherius Sauter, botánico y médico austríaco (n. 1800).
- 1906: Alexander Kielland, escritor noruego (n. 1849).
- 1911: Evaristo Madero Elizondo, empresario, militar y político mexicano (n. 1828).
- 1912: Giovanni Pascoli, poeta italiano y profesor de literatura (n. 1855).

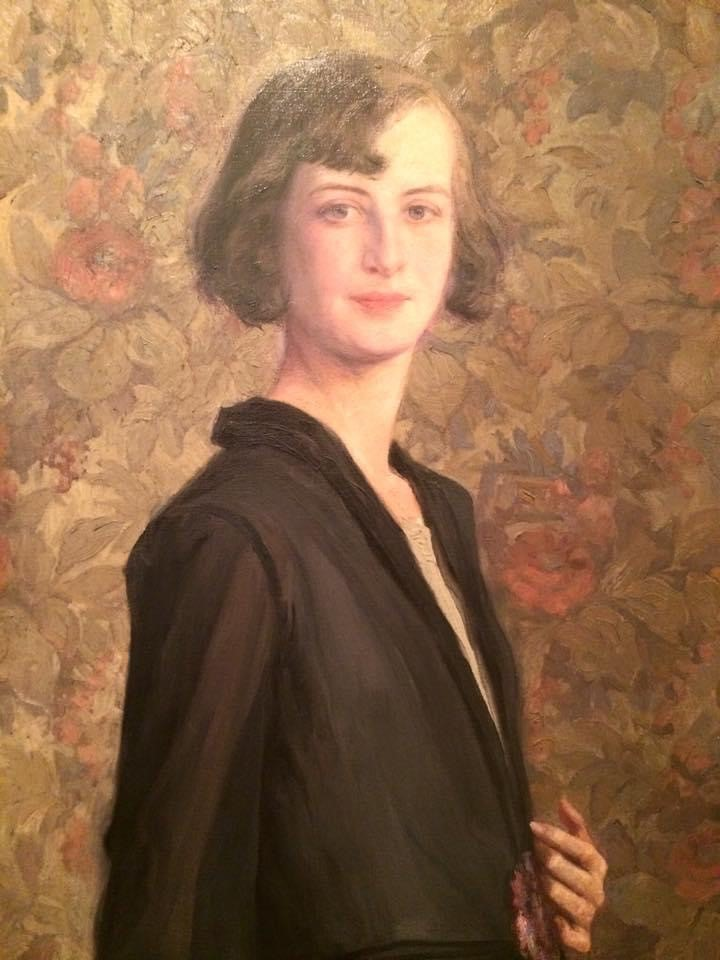
Carolina Cárdenas Núñez.

- 1934: Louis Marie-Auguste Boutan, biólogo y naturalista francés (n. 1859).
- 1935: Edwin Arlington Robinson, poeta estadounidense (n. 1869).
- 1936: Carolina Cárdenas Núñez, artista plástica y fotógrafa colombiana (n. 1903).
- 1961: Jules Bordet, médico belga, premio nobel de medicina en 1919 (n. 1870).
- 1968: Julio César Benítez, futbolista uruguayo (n. 1940).
- 1969: Francisco L. Urquizo, militar, político, escritor e historiador mexicano (n. 1891).
- 1970: Maurice Stokes, jugador de baloncesto estadounidense (n. 1933).
- 1971: Ígor Stravinski, compositor ruso (n. 1882).
- 1980: Pável Rótmistrov, militar soviético (n. 1901).
- 1983: Mélida Anaya Montes, política y guerrillera salvadoreña (n. 1929).
- 1986: El Solitario, Luchador mexicano (n. 1946).
- 1990: Alfred Sohn-Rethel, filósofo marxista franco-alemán (n. 1899).
- 1992: Isaac Asimov, escritor estadounidense de origen ruso (n. 1920).
- 1993: Miguel Ángel Gómez Campuzano, atleta español (n. 1968).
- 1994: Juvénal Habyarimana, presidente ruandés (n. 1937).
- 1996: Greer Garson, actriz estadounidense de origen irlandés (n. 1904).
- 1997: Arturo de Ascanio, mago español (n. 1929).
- 1997: Rosita Serrano (84), cantante chilena (n. 1912).
- 1997: Enrique Spangenberg (83), político, profesor universitario y nadador argentino (n. 1913).
- 1999: Red Norvo, músico estadounidense de jazz (n. 1908).
- 2000: Habib Burguiba, político tunecino, presidente de Túnez entre 1957 y 1987 (n. 1903).
- 2001: Noemí Laserre, actriz argentina (n. 1923).
- 2001: Esperanza la del Maera, cantante española (n. 1922).
- 2002: Silvia Derbez, actriz mexicana (n. 1932).
- 2004: José Antonio de la Loma, cineasta español (n. 1924).
- 2005: Rainiero III de Mónaco (n. 1923).
- 2007: Luigi Comencini, cineasta italiano (n. 1916).
- 2009: Mari Trini, cantautora española (n. 1947).
- 2010: Ricardo Lavié, actor argentino (n. 1922).
- 2010: Corin Redgrave, actor y activista británico (n. 1939).
- 2011: Patricia Miccio, presentadora de televisión y modelo argentina (n. 1955).
- 2012: Thomas Kinkade, pintor estadounidense (n. 1958).
- 2013: Bigas Luna, director y guionista de cine español (n. 1946).
- 2013: Miguel Poblet, ciclista español (n. 1928).
- 2014: Mary Anderson, actriz estadounidense (n. 1918).
- 2014: Mickey Rooney, actor estadounidense (n. 1920).
- 2015: James Best, actor estadounidense (n. 1926).
- 2016: Merle Haggard, cantautor y guitarrista estadounidense (n. 1937).
- 2017: Don Rickles, comediante estadounidense (n. 1926).
- 2018: Alejandro Cañizales, periodista venezolano (n. 1966).
- 2019: David J. Thouless, físico estadounidense, premio nobel de física en 2016  (n. 1934).
- 2020: Frederick Singer, físico austriaco-estadounidense (n. 1924).
- 2020: James Drury, actor estadounidense (n. 1934).
- 2020: Al Kaline, beisbolista estadounidense (n. 1934).
- 2021: Hans Küng, teólogo y escritor suizo (n. 1928).
- 2022: Vladímir Zhirinovski, político ruso (n. 1946).
- 2023: Paul Cattermole, cantante británico (n. 1977).
- 2025: Jay North, actor estadounidense (n. 1951).

## Deportes
- 1896: en Grecia se abren los primeros Juegos Olímpicos modernos.
- 1919: en Montevideo (Uruguay) se funda el Racing Club.
- 1931: en Granada (España) se funda el Granada Club de Fútbol.
- 1934: Egipto vence a Palestina/Eretz Israel en Jerusalén y se convierte en el primer país africano clasificado para la Copa del Mundo.
- 1943: en Goiânia (Brasil) se funda el Goiás Esporte Clube.
- 1952: en España el Real Jaén CF se proclama campeón de la Copa Federación al derrotar en la final al UD Orensana por 3-1 en la final jugada en el Stadium Metropolitano de Madrid.
- 1986: en Buenos Aires (Argentina) Club Atlético River Plate sale Campeón en la Bombonera. El Superclásico de la pelota naranja.
- 2011: en Ciudad de Guatemala (Guatemala) La selección sub-20 de Guatemala por primera vez clasifica a una Copa Mundial.Copa Mundial Sub-20 Colombia.
- 2014: en Nueva Orleans (Estados Unidos) Undertaker tras 21 años invicto en el evento Wrestlemania pierde su racha a manos de Brock Lesnar.

## Celebraciones
- Día Internacional del Deporte para el Desarrollo y la Paz.
- Día Mundial de la Actividad Física.
- Día Mundial del Tenis de Mesa.
- Día Internacional de la Asexualidad.

 Por países
(Por orden alfabético)
- Colombia: 
  - Día del Interno de Medicina.

- Italia: 
  - Día Nacional de la Carbonara.[3][4]

- República Dominicana: 
  - Día del Psicólogo.

### Santoral católico

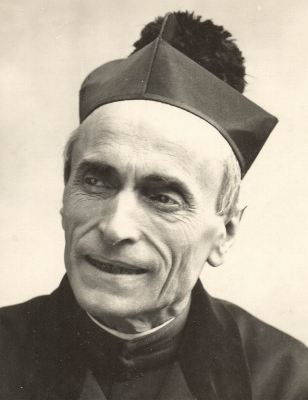
Beato Miguel Rúa sacerdote católico, rector mayor de la Congregación Salesiana entre 1888 y 1910 como I sucesor de Don Bosco.

- San Ireneo de Sirmio, obispo y mártir (s. IV).[5]
- San Eutiquio de Constantinopla, obispo (582).[5]
- Santa Gala de Roma (s. VI).[5]
- San Winebaldo de Troyes, abad (c. 620).
- San Prudencio de Troyes, obispo (861).[5]
- San Metodio de Velehrad, obispo (885).
- Beato Notkero Bálbulo, monje (912).[5]
- San Filarete de Aulina, monje (1070).[5]
- San Guillermo de Eskyll, abad (1203).[5]
- San Pedro de Verona, presbítero (1252).[5]
- Beata Catalina de Palancia, virgen (1478).[5]
- San Pablo Lè Bao Tinh, presbítero y mártir  (1857).[5]
- Beato Ceferino Agostini, presbítero (1896).[5]
- Beato Miguel Rúa, presbítero (1910). (imagen ilustrativa).
- Beato Miguel Czartoryski, presbítero (1944).[5]
- Beata Petrina Morosini, virgen y mártir (1957).[5]